# 413. strelska divizija (ZSSR)
413. strelska divizija (izvirno rusko 413. стрелковая дивизия; kratica 413. SD) je bila strelska divizija Rdeče armade v času druge svetovne vojne.

## Zgodovina
Divizija je bila ustanovljena julija 1941.